# Pkgsrc
Pkgsrc (The NetBSD Packages Collection) – system służący do budowy oprogramowania dla NetBSD oraz innych systemów uniksowych, pochodzącego z zewnętrznych źródeł. Został stworzony po to, aby w łatwy sposób umożliwić skonfigurowanie i kompilację programów na obsługiwanych platformach.

## Podstawowe cechy
- Łatwe budowanie oprogramowania ze źródeł oraz tworzenie i instalacja pakietów binarnych. Kod źródłowy i najnowszy zestaw łat pobierane są z podstawowej lub lustrzanej strony, sprawdzana jest suma kontrolna, a następnie budowane w systemie użytkownika.
- Wszystkie pakiety są instalowane do jednego spójnego drzewa katalogów, włączając binaria, biblioteki, strony podręcznika systemowego i inne dokumenty.
- Zależności między pakietami, także podczas uaktualniania pakietów, są obsługiwane automatycznie. Pliki konfiguracyjne różnych pakietów są obsługiwane automatycznie, więc lokalne zmiany są zachowywane.
- Jak cały NetBSD, pkgsrc jest zaprojektowany z myślą o przenośności i składa się z wysoko przenośnego kodu. Umożliwia to łatwe dostosowanie go do nowych platform i gwarantuje spójność pomiędzy wszystkimi obsługiwanymi platformami.
- Katalog instalacyjny, akceptowane licencje, ustawienia regionalne i opcje budowania są przechowywane w jednym, prostym, centralnym pliku konfiguracyjnym.
- Cały kod źródłowy jest wolny, dostępny na licencji BSD, a więc można go rozszerzać i dostosowywać do swoich potrzeb.

## Obsługiwane platformy
- AIX
- BSD/OS
- Darwin
- DragonFly BSD
- FreeBSD
- Interix (Microsoft Windows Services for Unix)
- IRIX
- Linux
- Minix[1]
- NetBSD
- OpenBSD
- OSF/1
- Solaris